# Petra Uhlig
Petra Uhlig (Penig, 22 de julho de 1954) é uma ex-handebolista alemã, medalhista olímpica.

## Carreira
Petra Uhlig fez parte da equipe alemã oriental do handebol feminino, prata em Montreal 1976 e bronze Moscou 1980, com um total de 10 jogos e 11 gols.